# Lance Stroll

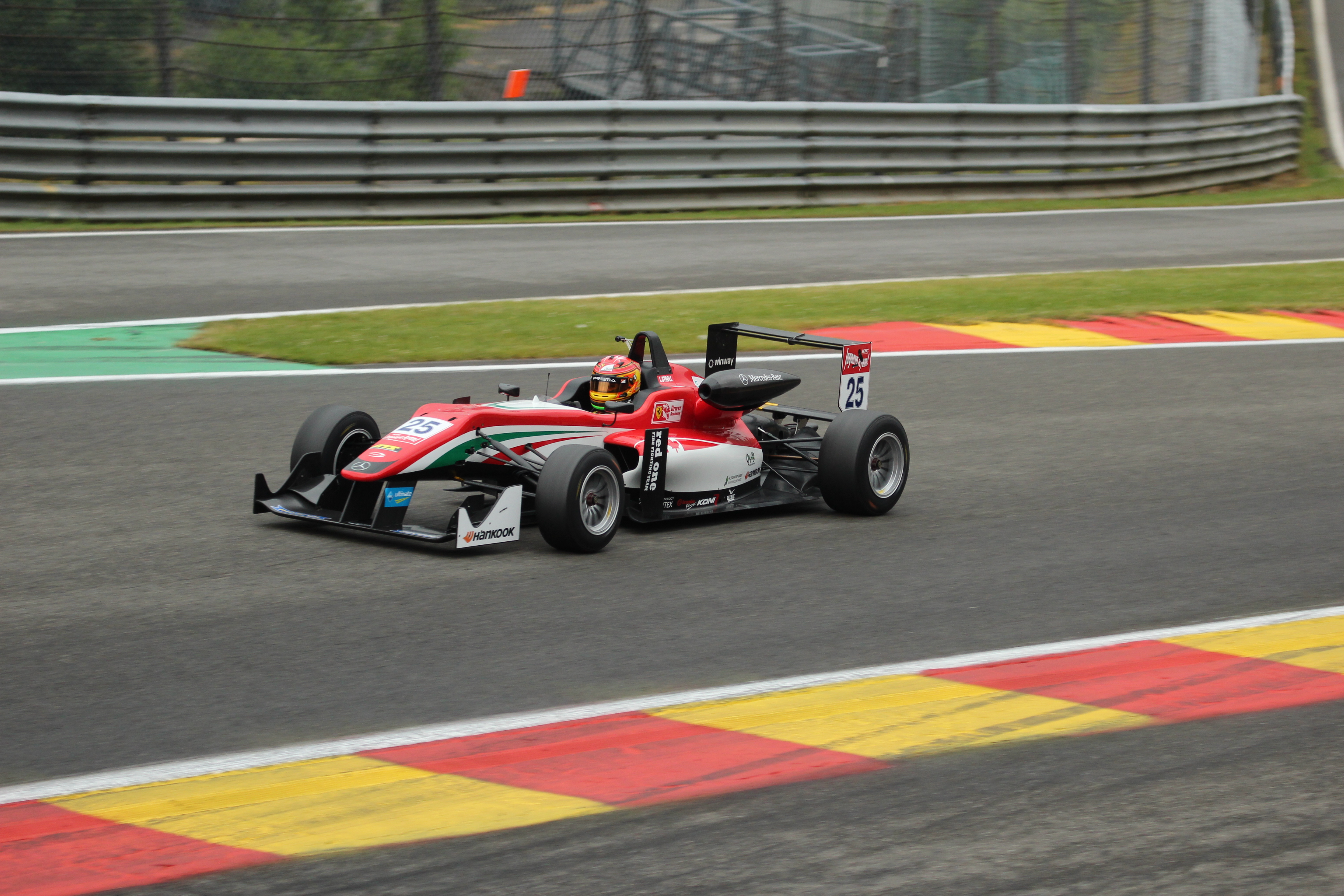
Stroll en Fórmula 3 Europea 2015.

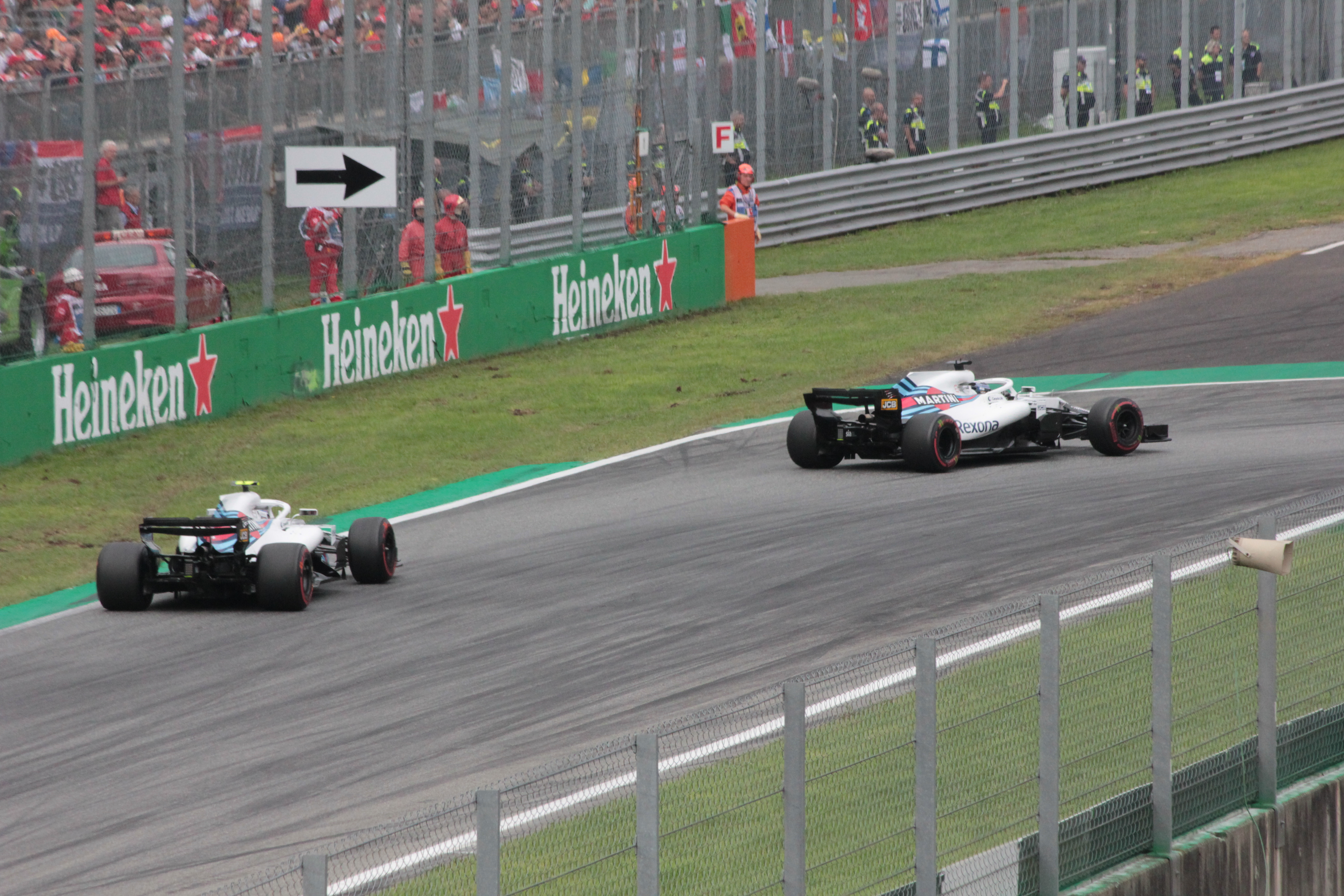
Sirotkin y Stroll en el GP de Italia de 2018.

Lance Stroll (Montreal, Canadá; 29 de octubre de 1998), nacido como Lance Strulovitch, es un piloto de automovilismo canadiense. Ganó los campeonatos de Fórmula 4 Italiana en 2014 y Fórmula 3 Europea en 2016. Disputó las temporadas 2017 y 2018 con Williams en Fórmula 1, en 2019 y 2020 fue piloto de Racing Point. Actualmente es piloto de la escudería Aston Martin F1 Team.

## Carrera

### Inicios
Inició su carrera en el karting en 2008, dos años después fue contratado por el programa de desarrollo de la Scuderia Ferrari. Dio el salto a las fórmulas promocionales en 2014, debutando en el Campeonato de Italia de Fórmula 4 en 2014, donde se consagró campeón con 10 victorias. Al año siguiente disputó el Toyota Racing Series de Nueva Zelanda saliendo campeón, y disputó su primera temporada en el Campeonato Europeo de Fórmula 3 de la FIA, donde terminó quinto. Después de la temporada Lance dejó el programa de desarrollo de Ferrari para sumarse al equipo Williams como piloto tester.
Empezó la temporada 2016 haciendo su debut en sport prototipos en las 24 Horas de Daytona con un Riley-Ford de Chip Ganassi; junto con sus compañeros de butaca Alexander Wurz, Andy Priaulx y Brendon Hartley lograron el quinto puesto general. Luego el canadiense logró el título de Fórmula 3 Europea con 14 victorias.

### Fórmula 1

#### Williams (2017-2018)

##### 2017: Primer año en Fórmula 1 y podio
Tras el anuncio del retiro de Felipe Massa de Fórmula 1 a finales del 2016, el 3 de noviembre Williams confirmó a Stroll como piloto titular junto a Valtteri Bottas para la temporada 2017. Finalmente tras la marcha de Bottas a Mercedes y el regreso de Massa continúan siendo los pilotos de Williams.
En el Gran Premio de Canadá terminó por primera vez en los puntos, y en la carrera siguiente, en el Gran Premio de Azerbaiyán terminó en el tercer puesto, convirtiéndose en el piloto más joven en obtener un podio en su temporada debut. Puntuó en siete de las 20 carreras y finalizó decimosegundo en el Campeonato de Pilotos con 40 puntos, por detrás de su compañero Felipe Massa, que consiguió 43.

##### 2018: Año difícil con Williams
En 2018, el rendimiento del monoplaza Williams empeoró considerablemente con respecto a 2017 quedando en la última posición del campeonato de constructores. No obstante consiguió el 85% de los puntos de Williams, quedando en 8.ª posición en Azerbaiyán y un 9.º puesto en Italia. Finalizó 18° en el mundial, solo delante de Brendon Hartley y de su compañero, Sergey Sirotkin, que sólo consiguió 1 punto.

#### Racing Point (2019-2020)

##### 2019

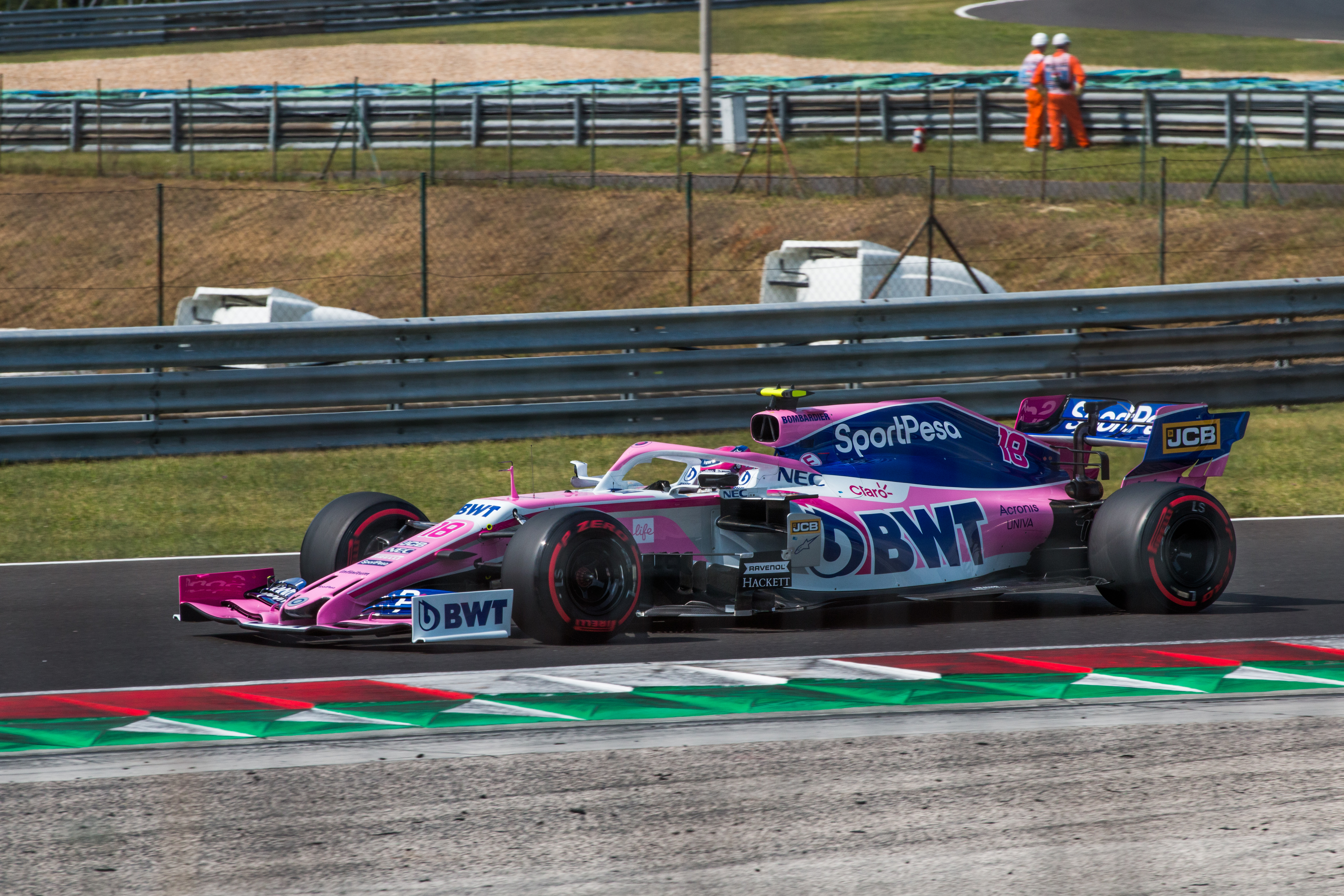
Lance Stroll durante el Gran Premio de Hungría de 2019.

En los test postemporada 2018 pilotó para Racing Point Force India F1 Team, equipo propiedad del grupo inversor liderado por su padre Lawrence. Ingresó al equipo para la temporada siguiente. De esta forma, sustituyó al piloto francés Esteban Ocon.
En 2019 sumó puntos en seis carreras, logrando el mejor resultado del equipo en Alemania con un cuarto puesto. Finalizó en el puesto 15 del campeonato con 21 puntos, mientras que su compañero Sergio Pérez terminó 10.º con 52 puntos.

##### 2020
En 2020, Stroll sigue en Racing Point junto a Sergio Pérez en una temporada recortada por la pandemia de COVID-19 que inició en julio en el Gran Premio de Austria. Sus mejores resultados fueron dos cuartos puestos en Hungría y España, hasta que en el GP de Italia logró su primer podio del año y segundo en su carrera con un tercer puesto. En el siguiente Gran Premio, mientras luchaba contra Daniel Ricciardo por el podio, sufrió un pinchazo que hizo que impactara contra las barreras de protección, quedando fuera de la carrera. En Sochi volvería a retirarse en el inicio de la carrera. Es reemplazado por Nico Hülkenberg en el GP de Eifel debido a problemas de salud.

#### Aston Martin (2021-)
Para 2021, el equipo de Lawrence Stroll cambió de nombre a «Aston Martin Formula One Team» tras su compra de un porcentaje de las acciones de Aston Martin. El cuatro veces campeón Sebastian Vettel ingresó al equipo para acompañar a Lance Stroll.
A lo largo de la temporada, Lance fue más consistente que Vettel pero sumó una menor cantidad de puntos. El alemán logró un podio en Azerbaiyán, mientras que el mejor resultado del canadiense fue sexto en Catar. Finalizó 13.º en el campeonato, un puesto por detrás de su compañero, final con 34 puntos.
En 2022, el equipo sufrió una merma en el rendimiento. Stroll sumó solamente cuatro puntos en las primeras 12 carreras del año.

## Vida personal
Lance es hijo del inversionista Lawrence Stroll, dueño de Aston Martin Formula One Team, y de la diseñadora de moda belga Claire-Anne Callens. Tiene una hermana mayor llamada Chloe. Tiene ascendencia ruso-judía por parte de su padre. Corre bajo la bandera de Canadá, aunque posee doble nacionalidad (canadiense y belga).
Es cuñado del snowboarder australiano Scott James.

## Resumen de carrera
| Temporada | Categoría                                 | Equipo                                         | Carreras          | Victorias         | Poles             | VR                | Podios            | Puntos            | Pos.              |
| --------- | ----------------------------------------- | ---------------------------------------------- | ----------------- | ----------------- | ----------------- | ----------------- | ----------------- | ----------------- | ----------------- |
| 2014      | Florida Winter Series                     | —                                              | 12                | 0                 | 1                 | 0                 | 2                 | —                 | —                 |
| 2014      | Campeonato de Italia de Fórmula 4         | Prema Powerteam                                | 18                | 7                 | 5                 | 11                | 13                | 331               | 1.º               |
| 2015      | Toyota Racing Series                      | M2 Competition                                 | 16                | 4                 | 0                 | 1                 | 10                | 906               | 1.º               |
| 2015      | Campeonato Europeo de Fórmula 3 de la FIA | Prema Powerteam                                | 32                | 1                 | 0                 | 0                 | 6                 | 231               | 5.º               |
| 2015      | Gran Premio de Macao                      | Prema Powerteam                                | 1                 | 0                 | 0                 | 0                 | 0                 | —                 | 8.º               |
| 2016      | Campeonato Europeo de Fórmula 3 de la FIA | Prema Powerteam                                | 30                | 14                | 14                | 13                | 20                | 507               | 1.º               |
| 2016      | WeatherTech SportsCar Championship        | Ford Chip Ganassi Racing                       | 1                 | 0                 | 0                 | 0                 | 0                 | 27                | 27.º              |
| 2017      | Fórmula 1                                 | Williams Martini Racing                        | 20                | 0                 | 0                 | 0                 | 1                 | 40                | 12.º              |
| 2018      | Fórmula 1                                 | Williams Martini Racing                        | 21                | 0                 | 0                 | 0                 | 0                 | 6                 | 18.º              |
| 2018      | Fórmula 1                                 | Racing Point Force India F1 Team               | Piloto de pruebas | Piloto de pruebas | Piloto de pruebas | Piloto de pruebas | Piloto de pruebas | Piloto de pruebas | Piloto de pruebas |
| 2018      | WeatherTech SportsCar Championship        | Jackie Chan DCR Jota                           | 1                 | 0                 | 0                 | 0                 | 0                 | 20                | 55.º              |
| 2019      | Fórmula 1                                 | SportPesa Racing Point F1 Team                 | 21                | 0                 | 0                 | 0                 | 0                 | 21                | 15.º              |
| 2020      | Fórmula 1                                 | BWT Racing Point F1 Team                       | 16                | 0                 | 1                 | 0                 | 2                 | 75                | 11.º              |
| 2021      | Fórmula 1                                 | Aston Martin Cognizant Formula One Team        | 22                | 0                 | 0                 | 0                 | 0                 | 34                | 13.º              |
| 2022      | Fórmula 1                                 | Aston Martin Aramco Cognizant Formula One Team | 22                | 0                 | 0                 | 0                 | 0                 | 18                | 15.º              |
| 2023      | Fórmula 1                                 | Aston Martin Aramco Cognizant Formula One Team | 21                | 0                 | 0                 | 0                 | 0                 | 74                | 10.º              |
| 2024      | Fórmula 1                                 | Aston Martin Aramco Formula One Team           | 23                | 0                 | 0                 | 0                 | 0                 | 24                | 13.º              |
| 2025      | Fórmula 1                                 | Aston Martin Aramco Formula One Team           | Disputándose      | Disputándose      | Disputándose      | Disputándose      | Disputándose      | Disputándose      | Disputándose      |
| Fuente:   |                                           |                                                |                   |                   |                   |                   |                   |                   |                   |

## Resultados

### Campeonato Europeo de Fórmula 3 de la FIA
(Clave) (negrita indica pole position) (cursiva indica vuelta rápida)

| Año     | Escudería       | Motor    | 1       | 2         | 3         | 4       | 5        | 6       | 7       | 8        | 9       | 10       | 11        | 12        | 13       | 14        | 15       | 16      | 17        | 18        | 19      | 20        | 21      | 22      | 23      | 24      | 25      | 26      | 27      | 28      | 29      | 30      | 31    | 32      | 33        | Pos. | Puntos |
| ------- | --------------- | -------- | ------- | --------- | --------- | ------- | -------- | ------- | ------- | -------- | ------- | -------- | --------- | --------- | -------- | --------- | -------- | ------- | --------- | --------- | ------- | --------- | ------- | ------- | ------- | ------- | ------- | ------- | ------- | ------- | ------- | ------- | ----- | ------- | --------- | ---- | ------ |
| 2015    | Prema Powerteam | Mercedes | SIL 1 6 | SIL 2 4   | SIL 3 Ret | HOC 1 6 | HOC 2 14 | HOC 3 6 | PAU 1 9 | PAU 2 10 | PAU 3 4 | MNZ 1 11 | MNZ 2 Ret | MNZ 3 DSQ | SPA 1 31 | SPA 2 Ret | SPA 3 EX | NOR 1 8 | NOR 2 4   | NOR 3 26  | ZAN 1 4 | ZAN 2 Ret | ZAN 3 5 | RBR 1 4 | RBR 2 3 | RBR 3 5 | ALG 1 4 | ALG 2 3 | ALG 3   | NÜR 1 9 | NÜR 2 3 | NÜR 3 2 | HOC 1 | HOC 2 6 | HOC 3 Ret | 5.º  | 231    |
| 2016    | Prema Powerteam | Mercedes | LEC 1   | LEC 2 Ret | LEC 3 5   | HUN 1 4 | HUN 2 8  | HUN 3   | PAU 1 9 | PAU 2 4  | PAU 3 2 | RBR 1 2  | RBR 2 1   | RBR 3 1   | NOR 1    | NOR 2     | NOR 3 1  | ZAN 1   | ZAN 2 Ret | ZAN 3 Ret | SPA 1   | SPA 2 Ret | SPA 3 4 | NÜR 1   | NÜR 2 1 | NÜR 3 2 | IMO 1 2 | IMO 2 1 | IMO 3 1 | HOC 1   | HOC 2 1 | HOC 3 1 |       |         |           | 1.º  | 507    |
| Fuente: |                 |          |         |           |           |         |          |         |         |          |         |          |           |           |          |           |          |         |           |           |         |           |         |         |         |         |         |         |         |         |         |         |       |         |           |      |        |

### 24 Horas de Daytona
| Año     | Equipo                   | Copilotos                                       | Automóvil           | Clase | Vueltas | Pos. | Pos. Clase |
| ------- | ------------------------ | ----------------------------------------------- | ------------------- | ----- | ------- | ---- | ---------- |
| 2016    | Ford Chip Ganassi Racing | Alexander Wurz Brendon Hartley Andy Priaulx     | Riley Mk. XXVI-Ford | P     | 725     | 5.º  | 5.º        |
| 2018    | Jackie Chan DCR Jota     | Felix Rosenqvist Daniel Juncadella Robin Frijns | Oreca 07-Gibson     | P     | 777     | 15.º | 11.º       |
| Fuente: |                          |                                                 |                     |       |         |      |            |

### Fórmula 1
(Clave) (negrita indica pole position) (cursiva indica vuelta rápida)

| Año     | Escudería                                      | 1       | 2       | 3       | 4      | 5       | 6       | 7       | 8       | 9       | 10      | 11      | 12      | 13     | 14     | 15      | 16      | 17      | 18     | 19      | 20      | 21      | 22     | 23      | 24     | Pos. | Puntos |
| ------- | ---------------------------------------------- | ------- | ------- | ------- | ------ | ------- | ------- | ------- | ------- | ------- | ------- | ------- | ------- | ------ | ------ | ------- | ------- | ------- | ------ | ------- | ------- | ------- | ------ | ------- | ------ | ---- | ------ |
| 2017    | Williams Martini Racing                        | AUS Ret | CHN Ret | BHR Ret | RUS 11 | ESP 16  | MON Ret | CAN 9   | AZE 3   | AUT 10  | GBR 16  | HUN 14  | BEL 11  | ITA 7  | SIN 8  | MYS 8   | JPN Ret | USA 11  | MEX 6  | BRA 16  | ABU 18  |         |        |         |        | 12.º | 40     |
| 2018    | Williams Martini Racing                        | AUS 14  | BHR 14  | CHN 14  | AZE 8  | ESP 11  | MON 17  | CAN Ret | FRA 17† | AUT 14  | GBR 13  | GER Ret | HUN 17  | BEL 13 | ITA 9  | SIN 15  | RUS 15  | JPN 17  | USA 14 | MEX 13  | BRA 18  | ABU 13  |        |         |        | 18.º | 6      |
| 2019    | SportPesa Racing Point F1 Team                 | AUS 9   | BHR 14  | CHN 12  | AZE 9  | ESP Ret | MON 16  | CAN 9   | FRA 13  | AUT 14  | GBR 13  | GER 4   | HUN 17  | BEL 10 | ITA 12 | SIN 13  | RUS 11  | JPN 9   | MEX 12 | USA 13  | BRA 19† | ABU Ret |        |         |        | 15.º | 21     |
| 2020    | BWT Racing Point F1 Team                       | AUT Ret | EST 7   | HUN 4   | GBR 9  | 70A 6   | ESP 4   | BEL 9   | ITA 3   | TOS Ret | RUS Ret | EIF WD  | POR Ret | EMI 13 | TUR 9  | BHR Ret | SAK 3   | ABU 10  |        |         |         |         |        |         |        | 11.º | 75     |
| 2021    | Aston Martin Cognizant Formula One Team        | BHR 10  | EMI 8   | POR 14  | ESP 11 | MON 8   | AZE Ret | FRA 10  | EST 8   | AUT 13  | GBR 8   | HUN Ret | BEL 20  | NED 12 | ITA 7  | RUS 11  | TUR 9   | USA 12  | MEX 14 | SÃO Ret | QAT 6   | ARA 11  | ABU 13 |         |        | 13.º | 34     |
| 2022    | Aston Martin Aramco Cognizant Formula One Team | BHR 12  | ARA 13  | AUS 12  | EMI 10 | MIA 10  | ESP 15  | MON 14  | AZE 16† | CAN 10  | GBR 11  | AUT 13  | FRA 10  | HUN 11 | BEL 11 | NED 10  | ITA Ret | SIN 6   | JPN 12 | USA Ret | MEX 15  | SÃO 10  | ABU 8  |         |        | 15.º | 18     |
| 2023    | Aston Martin Aramco Cognizant Formula One Team | BHR 6   | ARA Ret | AUS 4   | AZE 78 | MIA 12  | MON Ret | ESP 6   | CAN 9   | AUT 94  | GBR 14  | HUN 10  | BEL 9   | NED 11 | ITA 16 | SIN WD  | JPN Ret | QAT 11  | USA 7  | MEX 17† | SÃO 5   | LVG 5   | ABU 10 |         |        | 10.º | 74     |
| 2024    | Aston Martin Aramco Formula One Team           | BHR 10  | ARA Ret | AUS 6   | JPN 12 | CHN 15  | MIA 17  | EMI 9   | MON 14  | CAN 7   | ESP 14  | AUT 13  | GBR 7   | HUN 10 | BEL 11 | NED 13  | ITA 19  | AZE 19† | SIN 14 | USA 15  | MEX 11  | SÃO DNS | LVG 15 | QAT Ret | ABU 14 | 13.º | 24     |
| 2025*   | Aston Martin Aramco Formula One Team           | AUS 6   | CHN 9   | JPN 20  | BHR 17 | ARA 16  | MIA 165 | EMI 15  | MON 15  | ESP WD  | CAN 17  | AUT 14  | GBR 7   | BEL 14 | HUN 7  | NED     | ITA     | AZE     | SIN    | USA     | MEX     | SÃO     | LVG    | QAT     | ABU    | 12.º | 26     |
| Fuente: |                                                |         |         |         |        |         |         |         |         |         |         |         |         |        |        |         |         |         |        |         |         |         |        |         |        |      |        |

- * Temporada en progreso.